# 12. siječnja
12. siječnja (12. 1.) 12. je dan godine po gregorijanskom kalendaru.
Do kraja godine imaju još 353 dana (354 u prijestupnoj godini).

## Događaji
- 475. – Bazilisk postaje bizantski car.
- 1863. – Na sjednici Dalmatinskog sabora koja je održana ovog dana Narodna je stranka, na čelu s Mihovilom Pavlinovićem, zauzela se za uvođenje hrvatskog jezika kao službenog u Saboru, školstvu, sudstvu i vladinim uredima.[1]
- 1908. – S Eiffelova tornja odaslana je prva radijska poruka na veću udaljenost.
- 1940. – 2. svjetski rat : Rusija bombardirala finske gradove.
- 1945. – 2. svjetski rat : Sovjetski savez započeo veliku ofenzivu u istočnoj Europi protiv nacista.
- 1969. – Izašao je prvi album engleske skupine Led Zeppelin pod naslovom Led Zeppelin, s jedinstvenim sklopom zvukova bluesa i rocka.
- 1970. – Godine 1967. započeti građanski rat za autonomiju Bijafre od Nigerije završio je pobjedom nigerijskih trupa i kapitulacijom generala Philipa Effionga.
- 2006. – Mehmet Ali Ağca pušten iz turskog zatvora nakon odsluženja kazne od 25 godina zbog pokušaja ubojstva pape Ivana Pavla II.
- 2007. – Otvoreno je Veleposlanstvo Republike Hrvatske u Podgorici, glavnom gradu Republike Crne Gore.
- 2024. – Hrvatska rukometna reprezentacija pobijedila Španjolsku s 39:29 i nanijela im najteži poraz na europskim prvenstvima.[2]

| - 1628. – Charles Perrault, francuski književnik († 1703.) - 1729. – Lazzaro Spallanzani, talijanski biolog i isusovac († 1799.) - 1729. – Edmund Burke, irski filozof, ekonomist i državnik († 1797.) - 1746. – Johann Heinrich Pestalozzi, švicarski pedagog († 1827.) - 1792. – Johan August Arfwedson, švedski kemičar i otkrivač litija († 1841.) - 1817. – Dragojlo Kušlan, hrvatski odvjetnik, političar i ilirac koji se zajedno s Ivanom Mažuranićem zalagao za osnivanje napredne narodne stranke († 1867.) - 1873. – Spiridon Louis, grčki radnik, 1. osvajač maratona († 1940.) - 1876. – Jack London, američki književnik († 1916.) - 1878. – Ferenc Molnár, mađarski pisac († 1952.) - 1893. – Hermann Göring, njemački feldmaršal i nacistički zločinac († 1946.) - 1893. – Alfred Rosenberg, nacistički političar i ratni zločinac († 1946.) - 1910. – Luise Rainer, njemačka glumica († 2014.) - 1943. – Imra Agotić, hrvatski general, prvi zapovjednik Hrvatskog ratnog zrakoplovstva († 2012.) - 1944. - Joe Frazier, američki boksač - Vlastimil Hort, češki šahovski velemajstor († 2025.) - 1949. – Haruki Murakami, suvremeni japanski pisac i prevoditelj - 1951. – Kirstie Alley, američka glumica - 1954. – Howard Stern, američki radio-voditelj - 1955. – Rockne S. O'Bannon, američki televizijski producent i pisac - 1956. – Nikolaj Noskov, ruski pjevač - 1964. – Jeff Bezos, američki milijarder i osnivač Amazona - 1969. – Radek Drulák, češki nogometaš - 1967. – Meho Kodro, bivši jugoslavenski i bosanskohercegovački nogometni reprezentativac. - 1969. – Boško Bošković, slovenski nogometaš - 1969. – Robert Prosinečki, hrvatski nogometaš - 1983. – Marin Piletić, hrvatski političar - 1987. – Naya Rivera, američka glumica i pjevačica († 2020.) - 1991. – Marko Bijač, hrvatski vaterpolski vratar - 1991. – Pixie Lott, engleska glumica i pjevačica - 1993. – Zayn Malik, engleski pjevač | - 1519. – Maksimilijan I., car Svetog Rimskog Carstva (* 1459.) - 1665. – Pierre de Fermat, francuski matematičar (* 1601. - 1789. – Lovrenc Bogović hrvatski pisac iz Gradišća (* 1723.) - 1829. – Friedrich Schlegel, njemački filozof (* 1772.) - 1833. – Marie-Antoine Carême, francuski kuhar (* 1784.) - 1940. – Robert Frangeš-Mihanović, hrvatski kipar koji je u svome razvoju prešao faze od akademizma, simbolizma do modernizma, tj. najranijih primjera impresionizma, pa sve do slobodne realističke modelacije lika, a poznato je njegovo djelo spomenik Kralj Tomislav u Zagrebu (* 1872.) - 1976. – Agatha Christie, engleska književnica (* 1890.) - 1983. – Nikolaj Podgorny, sovjetski predsjednik (* 1903.) - 2002. – Cyrus Vance, američki pravnik i državni tajnik (* 1917.) - 2003. – Maurice Gibb, engleski pjevač, član grupe Bee Gees (* 1949.) - 2010. – Vanda Skuratovič, bjeloruska aktivistica (* 1925.) - 2016. – Marin Kovačić, hrvatski nogometaš i nogometni trener (* 1943.) - 2020. - Ivan Fuček, hrvatski katolički svećenik, isusovac, teolog (* 1926.) - Roger Scruton, britanski filozof i pisac (* 27. veljače 1944.) |

## Blagdani i spomendani
- Dan sv. Tatjane Rimske
- Dan sv. Arkadija

## Imendani
- Ernest
- Tatjana
- Bernard

## Vanjske poveznice
|  | Zajednički poslužitelj ima još gradiva o temi 12. siječnja |